# بایلیز کورنر (ایندیانا)
بایلیز کورنر (به انگلیسی: Baileys Corner) یک منطقهٔ مسکونی در ایالات متحده آمریکا است که در شهرستان جاسپر، ایندیانا واقع شده است. بایلیز کورنر ۲۱۰٫۰۱ متر بالاتر از سطح دریا واقع شده است.